# Kurjensaari (ö i Norra Karelen)
Kurjensaari är en ö i Finland. Den ligger i sjön Viinijärvi och i kommunerna Libelits och Outokumpu och landskapet Norra Karelen, i den sydöstra delen av landet, 400 km nordost om huvudstaden Helsingfors. Öns area är 1,8 hektar och dess största längd är 210 meter i sydväst-nordöstlig riktning.